# Бурмакино (Смоленская область)
Бурма́кино — Деревня в Угранском районе Смоленской области России. Входит в состав Полдневского сельского поселения. 
Население — 0 жителей (2007 год). 
Расположена в юго-восточной части области в 14 км к западу от Угры, в 11 км северо-западнее автодороги Знаменка-Спас-Деменск, на берегу реки Гордота. В 14 км восточнее от деревни находится железнодорожная станция Угра на линии Торжок-Брянск. 

## История
В годы Великой Отечественной войны деревня была оккупирована гитлеровскими войсками в октябре 1941 года, освобождена в марте 1943 года.